# Балл Георгій Олексійович
Георгій Олексійович Балл (24 травня 1936, Київ, СРСР — 23 грудня 2016, Київ, Україна) — радянський та український психолог, Син вченого та винахідника в галузі кінотехніки Олексія Михайловича Балла О. М. Балл [Архівовано 14 червня 2020 у Wayback Machine.].

## Біографія
В 1957 році закінчив Київський політехнічний інститут (електроакустичний факультет).
З 1958 працював в НДІ психології УРСР (нині — Інститут психології імені Г. С. Костюка НАПН України). Учень Григорія Силовича Костюка.
Кандидат технічних наук з 1964 року.
В 1965-71 та з 1989 — завідувач лабораторії (відділу). З 1996 очолював лабораторії методології та теорії психології.
Доктор психологічних наук з 1991 року,  Докторська дисертація «Основи теорії задач (система основних понять; психолого-педагогічний аспект)», професор з 1993 року.
З 1993 працював за сумісництвом в Інституті педагогіки і психології професійної освіти АПН України.
З 2003 року член-кореспондент, НАПН України.
З 1969 викладав у вищих навчальних закладах України. Член редколегій ряду наукових журналів. Автор 585 наукових робіт, з них — 14 одноосібних і колективних монографій та 15 посібників. 
Пішов з життя 23 грудня 2016 року (за іншими відомостями — 22 грудня).

## Основні напрямки дослідження
- Теорія задач, психолого-педагогічні аспекти учбових задач [Архівовано 13 червня 2020 у Wayback Machine.].
- Сучасний гуманізм, гуманізація освіти [Архівовано 13 червня 2020 у Wayback Machine.]
- Раціогуманізм, раціогуманістичний підхід у методології психологічної науки [Архівовано 13 червня 2020 у Wayback Machine.]
- Розробка формалізованих описів в людинознавстві [Архівовано 13 червня 2020 у Wayback Machine.]
- Теоретико-множинний метод в описі процесів [Архівовано 13 червня 2020 у Wayback Machine.]

## Основні наукові праці
- Балл Г. А. Теория учебных задач: Психолого-педагогический аспект. — М.: Педагогика, 1990.
- Балл Г. А. Психология в рациогуманистической перспективе: Избранные работы, К.: Основа, 2006.
- Балл Г. О. Орієнтири сучасного гуманізму (в суспільній, освітній, психологічній сферах): Видання друге, доповнене. — Житомир: ПП «Рута», Видавництво «Волинь», 2008.
- Балл Г.А., Мединцев В.А. Теоретико-множественный метод описания процессов и его применение в психологии: монография. – Київ: Педагогічна думка, 2016. 88 с.
- Балл Г. О. Раціогуманістична орієнтація в методології людинознавства. Київ: Видавництво ПП «СДК», 2017. 204 с.

Статті
- Балл Г.А. О понятиях «воздействие», «действие» и «операция» // Вопросы психологии.  1974.  № 4. С. 10–20.
- Балл Г.О., Войтко В.І. Узагальнена інтерпретація поняття моделі / Філософська думка. 1976. № 1.
- Балл Г.А. Система понятий для описания объектов приложения интеллекта / Кибернетика. 1979. № 2.
- Балл Г. О. Раціогуманізм та його значення для психології / Актуальні проблеми психології. 3 (11). 2010 C.
- Балл Г. А. Нормативный профессиональный идеал ученого //  Психологический журнал. 3 (32). 2011. С. 17-26.
- Балл Г. О. Раціогуманістична орієнтація в аналізі розв’язування ціннісних колізій // Актуальні проблеми психології. 7 (11). 2013. С. 12-18.
- Балл Г. О. Аналіз поведінки у складних соціальних ситуаціях як сфера застосування теоретичних положень філософії // Педагогіка і психологія. 3. 2016. С. 9-15.
- Балл Г.А., Мединцев В.А. Формализованное описание процессов как теоретический ресурс изучения развития // Мир психологии. 1. 2016. С. 53–66.

## Нагороди та премії
- Відмінник народної освіти УРСР (1987).
- Нагороджений почесними грамотами Президіуму АПН України (1995, 2006).
- Почесна грамота Міністерства освіти і науки України (2007).
- Знак НАПН України «Ушинський К.Д.» (2011).
- Медаль НАПН України «Григорій Сковорода» (2016).